# Gledura Benjámin
Gledura Benjámin (Eger, 1999. július 4. –) magyar sakkozó, nemzetközi nagymester (2016-tól), U10 korosztályos ifjúsági Európa-bajnok (2009), U12 ifjúsági világbajnoki ezüstérmes (2011), rapidsakk országos felnőtt bajnok (2015, 2019), sakkolimpikon.
2010-ben New Yorkban az amerikai Bloomberg News a világ 50 legtehetségesebb gyereke között mutatta be, és a 2011-es nemzetközi gyermeknapon a Disney TV zsenipalántának választotta. 2013-ban a Nemzeti Tehetségsegítő Tanács „Felfedezettjeink” pályázatának egyik fődíjasa lett. A chess.com amerikai szekhelyű weblap európai nagykövete. 2013-ban bekerült a MOL Tehetségtámogató Programjába. 2016. júliusban az 50 legfiatalabb csodagyerek közé sorolták.
Világszerte akkor vált ismertté a neve, amikor 2016. februárban a Gibraltar Tradewise nemzetközi versenyen legyőzte az ötszörös világbajnok Visuvanádan Ánandot. Nem ez volt az első alkalom, hogy egy korábbi világbajnok ellen győztesen állt fel az asztaltól: 2015. októberben a Világsakkfesztivál keretében rendezett Highlander-kupa versenyen egy rapidsakkjátszmában legyőzte a többszörös világbajnok, kilencszeres sakk-Oscar-díjas Anatolij Karpovot.
Polgár Judit, a férfi felnőttválogatott szövetségi kapitánya 2015-ben meghívta a magyar válogatott keretbe. Azt nyilatkozta, hogy egy-két éven belül szeretné Benjámint stabil csapattagként beépíteni. A 2016-os sakkolimpián részt vevő magyar válogatott tagja lett. 2016. szeptemberben a norma négyszeri teljesítése után a FIDE kongresszus döntése alapján megkapta a nemzetközi nagymesteri címet. A 2017. májusi világranglistán Élő-pontszáma lépte át a 2600-as szintet. 2019 júniusában 2654 pontjával bekerült a világ Top100 sakkozója közé.
Edzője Pintér József olimpiai ezüstérmes nagymester. 2016-tól a nyolcszoros bajnok nagykanizsai NTSK csapatát erősíti, és szereplésével hozzájárult a csapat kilencedik bajnoki címéhez. 2017-ben a Honvéd Auróra SE színeiben szerepelt.
Szüleivel Egerben él, a Szilágyi Erzsébet Gimnázium magántanulója, spanyolul és angolul tanul. 2019-ben ösztöndíjasként felvételt nyert a St. Louisban levő Webster Egyetemre.

## Élete és sakkpályafutása

### Ifjúsági versenyek
Négyévesen ült először sakkasztalhoz, ötévesen kezdett el sakkozni. Bódi Tamás fedezte fel a képességeit. Aztán óvodásként megnyerte a városi olimpiát, ahol könnyedén verte a két-három évvel idősebbeket is. Nyolcévesen Mészáros András foglalkozott vele.
A sakk mellett hétéves korától versenyszerűen úszott is, és úszásban is kiemelkedő eredményeket ért el, többek között 2010-ben korosztályos országos bajnoki címet és 2012-ben diákolimpiai aranyérmet is szerzett. 2009-ben és 2010-ben korosztályában országos ranglistavezető volt.
Sakktehetségét hamar felfedezték, 2007-ben, nyolcévesen már negyedik helyezést ért el a korcsoportos rapidsakk-Európa-bajnokságon. 2008-ban második helyen végzett az országos diákolimpián. Tízévesen első lett a korcsoportos rapidsakk-Európa-bajnokságon és  az U10 korosztály ifjúsági sakk-Európa-bajnokságán is. 2010-ben ismét megnyerte a rapidsakk-Európa-bajnokságot, és első lett az országos diákolimpián. 2011-ben országos korosztályos rapidsakkbajnok, és a hagyományos időbeosztású sakkozásban is bajnoki címet nyert. Ugyanebben az évben holtversenyes 1–2. helyezést ért el az U12 korosztályos ifjúsági sakkvilágbajnokságon, pontértékelés alapján lett csak ezüstérmes. 2012-ben az U20 korosztályos országos junior bajnokságon a 3. helyet szerezte meg. 2013-ban az U14 korosztályos Európa-bajnokságon holtversenyben a 3–5., a pontértékelés után a 4. helyen végzett.
A Maróczy Géza Központi Sakkiskola növendéke. 2016-ban két hetet Polgár Zsuzsa amerikai sakkiskolájában tanul.
2016. áprilisban az Accentus Young Masters ifjúsági versenyen a második helyen végzett, a teljesítményértéke 2633 volt, és teljesítményével újabb 10 Élő-pontszámot szerzett.

### Nemzetközi cím
A nemzetközi mesteri normát először 2012. novemberben teljesítette a First Staurday nagymesterversenyen. Második normateljesítésének a 2013-ban rendezett U16 korosztályos sakkolimpián elért teljesítményét számították be, ahol az első táblán kilenc játszmából hat pontot szerzett 2440-es teljesítményérték mellett. A normát harmadszor a magyar sakkbajnokságként is figyelembe vett Sax Gyula-emlékversenyen teljesítette 2014-ben. A nemzetközi mesteri címet a Nemzetközi Sakkszövetség (FIDE) elnöksége a 2014. augusztusi ülésén ítélte oda számára.
A nemzetközi nagymesteri normát először 2015. márciusban a First Saturday nemzetközi sakkverseny nagymestercsoportjának megnyerésével teljesítette. A normát másodszor is teljesítette 2016. februárban a Gibraltar Chess Festival Master csoportjában elért eredményével. A 2016-os GRENKE Chess Open tornán harmadszor, majd áprilisban az Accentus Young Master versenyen negyedszer is teljesítette a nagymesteri normát, amelyet hivatalosan a FIDE kongresszusán, 2016. szeptemberben ítéltek neki oda. A FIDE 2017. májusi világranglistáján Élő-pontszáma átlépte a 2600-as szintet.

## Világbajnoki versenysorozatok
A 2019-es Sakk-Európa-bajnokságon a 19. helyen végzett, amellyel kvalifikálta magát a 2019-es sakkvilágkupán való részvételre. Eredményével egyben újabb 10 Élő-pontot szerzett, amellyel az addigi legmagasabb Élő-pontszámát, 2641-et érte el.

## További kiemelkedő versenyeredményei
- 1. helyezés: IV. Munkácsi Karácsonyi Nyílt Sakkverseny (2011)[39]
- 1. helyezés: 2. EVENTUS Agria-park Kupa (2011)[39]
- 2014-ben Izlandon a nyílt versenyen a 2. legjobb ifjúsági eredményt érte el.
- 2014. február 9.: 1. helyezés: IV. Tokaj Kupa nemzetközi rapid verseny.[40]
- 2015-ben megnyerte a felnőtt magyar rapidsakkbajnokságot,[41] nem kevesebb, mint nyolc nagymestert utasítva maga mögé.[42]
- 2015. szeptember: 1. helyezés: First Saturday nagymesterverseny, Budapest[43]
- 2015. december: 7. London Chess Classic Open, a legjobb ifjúsági eredmény.[44]
- 2016. február: Gibraltar Tradewise Masters, második nagymesteri norma, 2691-es teljesítményérték
- 2016. május: A magyar–lengyel négytáblás scheveningeni rendszerű versenyen a magyar csapat legjobb pontszerzője volt.[45]
- 2016. októberben a 20. Corsica Open versenyen a 9 fordulós svájci rendszerű selejtezőben a 7. helyet szerezte meg, ezzel bejutott a kieséses rendszerű 16-os döntőbe, ahol a nyolcaddöntőben Olekszandr Moiszejenkótól szenvedett vereséget.[46]
- 2017. novemberben veretlenül lett első Barcelonában a 13-as kategóriájú nagymesterversenyen.[47]
- 2019. januárban a Tata Steel sakktorna Challenger versenyén holtversenyben a 2–4., végeredményben a 3. helyén végzett.[48]
- 2019 júliusában ismét megnyerte a felnőtt magyar rapidsakk-bajnokságot. A 148 fős mezőnyben Almási Zoltánt és Czebe Attilát előzte meg.[49]

## Eredményei csapatban

### Sakkolimpia
Tagja volt a 2016-os sakkolimpián játszó magyar válogatottnak, ahol tartalék játékosként nevezték, de a 11 fordulóból nyolc alkalommal ülhetett asztalhoz, és 5 pontot szerzett (4 győzelem, 2 döntetlen, 2 vereség).

### U16 sakkolimpia
2013, 2014 és 2015-ben vett részt Magyarország csapatában az U16 sakkolimpián. A csapat mindháromszor a 4. helyen végzett, egyéniben 2014-ben ezüst-, 2015-ben aranyérmet szerzett. 2014-ben a kanadai Preotu elleni játszmájáért szépségdíjat kapott.

### U18 sakkcsapat Európa-bajnokság
2012-ben, 2014-ben és 2015-ben játszott a magyar válogatottban az U18 korosztály sakkcsapat Európa-bajnokságán. A csapat 2012-ben ezüstérmet szerzett, egyéniben pedig 2014-ben kapott bronzérmet a második táblán elért teljesítményéért. 2016-ban a csapat első táblásaként ezüstérmet szerzett, egyéni eredménye a teljesítményérték alapján az egész mezőnyben a legjobb volt.

### Klubcsapatokban
2016-ban és 2023-tól a tizenhatszoros magyar bajnok Tuxera Aquaprofit Nagykanizsai Sakk Klub versenyzője, emellett játszik a francia bajnokságban és 2016 őszétől a többszörös német bajnokcsapat SG Trier is tagjai közé hívta meg.

## Játékereje
A Nemzetközi Sakkszövetség (FIDE) 2025. júniusra érvényes Élő-pontszámítása szerint játékereje a klasszikus időbeosztású játszmákban 2668 pont, amellyel a világranglistán az 54., a magyar ranglistán a 2. helyen áll, ez egyben az eddigi legmagasabb pontszáma. Rapidsakkban a pontszáma 2575, villámsakkban 2558. 2017. júniusban az U18 junior világranglistán 3. helyezett. 2018. márciusban a junior világranglista 5. helyére került.

## Díjai, elismerései
- 2010: Eger város jó tanulója, jó sportolója[62]
- 2013: Heves megye: Az év ifjúsági sportolója[63]
- Az év magyar sakkozója: 2024[64]

## Emlékezetes játszmái
|    | |    |    |    |    |    |    |
|    | \| \| \| \| \| \| \| \| \| \| \| \| \| \| \| \| \| \| \| \| \| \| \| \| \| \| \| \| \| \| \| \| \| \| \| \| \| \| \| \| \| \| \| \| \| \| \| \| \| \| \| \| \| \| \| \| \| \| \| \| \| \| \| \| \| \| \| \| \| \| \| \| |    |    |    |    |    |    |
|    | |    |    |    |    |    |    |
| a8 | b8 | c8 | d8 | e8 | f8 | g8 | h8 |
| a7 | b7 | c7 | d7 | e7 | f7 | g7 | h7 |
| a6 | b6 | c6 | d6 | e6 | f6 | g6 | h6 |
| a5 | b5 | c5 | d5 | e5 | f5 | g5 | h5 |
| a4 | b4 | c4 | d4 | e4 | f4 | g4 | h4 |
| a3 | b3 | c3 | d3 | e3 | f3 | g3 | h3 |
| a2 | b2 | c2 | d2 | e2 | f2 | g2 | h2 |
| a1 | b1 | c1 | d1 | e1 | f1 | g1 | h1 |

| a8 | b8 | c8 | d8 | e8 | f8 | g8 | h8 |
| a7 | b7 | c7 | d7 | e7 | f7 | g7 | h7 |
| a6 | b6 | c6 | d6 | e6 | f6 | g6 | h6 |
| a5 | b5 | c5 | d5 | e5 | f5 | g5 | h5 |
| a4 | b4 | c4 | d4 | e4 | f4 | g4 | h4 |
| a3 | b3 | c3 | d3 | e3 | f3 | g3 | h3 |
| a2 | b2 | c2 | d2 | e2 | f2 | g2 | h2 |
| a1 | b1 | c1 | d1 | e1 | f1 | g1 | h1 |

Proszvirjakov–Gledura, London Chess Classic, 2015. 0–1 (spanyol megnyitás, Morphy-védelem, Wormald-támadás ECO C77)
1. e4 e5 2. Hf3 Hc6 3. Fb5 a6 4. Fa4 Hf6 5. Ve2 d6 6. c3 b5 7. Fc2 Fe7 8. d4 exd4 9. Hxd4 Fd7 10. O-O O-O 11. a4 Be8 12. Fg5 g6 13. Hd2 Hh5 14. Fe3 Hxd4 15. cxd4 c5 16. f4 Hf6 17. h3 Ff8 18. Vf3 cxd4 19. Fxd4 Fg7 20. Vf2 bxa4 21. e5 Hd5 22. Hc4 dxe5 23. fxe5 Bf8 24. Fc5 Fb5 25. Fxf8 Vxf8 26. Fd3 Bc8 27. Vd4 Vc5 28. Vxc5 Bxc5 29. Bac1 Fh6 30. Bc2 Hb4 31. Be2 Hxd3 32. Hd6 Hf4 0-1
Gledura Benjámin–Visuvanátan Ánand,  Tradewise Gibraltar, 2016. 1–0 (félszláv védelem, Stoltz-változat ECO D45)
1. d4 d5 2. c4 c6 3. Hf3 Hf6 4. Hc3 e6 5. e3 Hbd7 6. Vc2 Fd6 7. Fd3 O-O 8. O-O e5 9. cxd5 cxd5 10. e4 exd4 11. Hxd5 Hxd5 12. exd5 h6 13. Hxd4 Vh4 14. Hf3 Vh5 15. Fh7+ Kh8 16. Vf5 Vxf5 17. Fxf5 Hf6 18. Fxc8 Bfxc8 19. Bd1 Bd8 20. Fe3 Fe7 21. d6 Bxd6 22. Bxd6 Fxd6 23. Bd1 Fc7 24. Kf1 a6 25. h3 Kg8 26. b3 Bd8 27. Bxd8+ Fxd8 28. Ke2 h5 29. Fg5 Kf8 30. Kd3 Ke8 31. Fxf6 Fxf6 32. Ke4 Fd8 33. He5 Ke7 34. Kd5 Fb6 35. Hd3 Kd7 36. Hc5+ Fxc5 37. Kxc5 Kc7 38. h4 Kd7 39. Kb6 Kc8 40. b4 Kb8 41. f3 Kc8 42. g4 hxg4 43. fxg4 Kb8 44. h5 f6 45. a4 Kc8 46. Ka7 Kc7 47. b5 a5 48. Ka8 1-0

## Lásd még
- Sakkozók Élő-pontszáma 2016-ban